# Ентов, Владимир Маркович
Влади́мир Ма́ркович (Мо́рдухович) Е́нтов (8 января 1937, Москва — 10 апреля 2008, Роквилл, Мэриланд) — советский и российский учёный в области прикладной математики, механики.

## Биография
8-10 классы — победитель всесоюзных физических олимпиад для школьников, проводимых физическим факультетом МГУ им. М. В. Ломоносова. В 1954 году окончил школу с золотой медалью и поступил в Московский нефтяной институт им. И. М. Губкина на механический факультет. Со второго курса работал под руководством профессора И. А. Чарного. Это было началом их тесного контакта, включая дальнейшую аспирантуру, до конца жизни И. А. Чарного.
В 1959 году окончил с отличием институт, начал работать в институте буровой техники (НИИБТ). Сразу после окончания МИНХ и ГП поступил на заочное отделение механико-математического факультета МГУ по специальности «Математика».
В 1961—1964 — аспирантура МИНХ и ГП по специальности «Нефтегазовая и подземная гидродинамика».
В 1965 году защитил диплом с отличием на механико-математическом факультете МГУ. Дипломная работа вошла составляющей частью в кандидатскую диссертацию.
В 1964 году после окончания аспирантуры начал работать в Научно-исследовательском институте механики Московского государственного университета им. М. В. Ломоносова. В 1965 году защитил кандидатскую диссертацию «Нестационарные задачи нелинейной фильтрации» в МИНХиГП им. И. М. Губкина.
С 1971 года до конца жизни работал в Институте проблем механики АН СССР (РАН).
В 1972 году защитил докторскую диссертацию «Гидродинамическая теория фильтрации аномальных жидкостей» в Институте проблем механики АН СССР.
Научную работу в Институте проблем механики совмещал с преподавательской деятельностью в МИНХ и ГП. С 1983 года — профессор кафедры Прикладной математики и компьютерного моделирования Российского государственного университета нефти и газа имени И. М. Губкина.
С 1985 года — член Российского национального комитета по теоретической и прикладной механике.
С 1993 по 2006 год активно занимался преподавательской и научно-исследовательской деятельностью во Франции (Institute de Physique du Globe de Paris), Англии (Cambridge, Oxford) и Америке (WPI, Stanford, MIT, UMN).
Член Международного общества по взаимодействию математики с механикой.
Член редколлегии журнала «European Journal of Applied Mathematics» (Cambridge University Press).
Подготовил 24 кандидата наук и шесть докторов наук.

## Основные публикации

### Книги
1. Теория нестационарной фильтрации жидкости и газа // М., «Недра», 1972 (совместно с Г. И. Баренблаттом, В. М. Рыжиком)

2. Гидродинамическая теория фильтрации аномальных жидкостей // М., «Наука», 1975 (совместно с М. Г. Бернадинером)

3. Движение жидкостей и газов в природных пластах // М., «Недра», 1984 (совместно с Г. И. Баренблаттом, В. М. Рыжиком)

4. Гидродинамика в бурении // М., «Недра», 1985 (совместно с А. Х. Мирзаджанзаде)

5. Качественные методы в механике сплошных сред // М., «Наука», 1989 (совместно с Р. В. Гольдштейном)

6. Гидродинамика процессов повышения нефтеотдачи // М., «Недра», 1989 (совместно с А. Ф. Зазовским)

7. Математическая теория целиков остаточной вязкопластичной нефти // Томск, Издательство Томского Университета, 1989 (совместно с В. Н. Панковым и С. В. Панько)

8. Fluids Flow through Natural Rocks // Dordrecht, «Kluwer Academic Publishers», 1990 (with G.I. Barenblatt, V.M.Ryzhik)

9. Qualitative Methods in Continuum Mechanics // New York, «Longman Scientific & Technical», 1994 (with R.V. Goldstein)

10. Механика сплошной среды и её применение в газонефтедобыче. // М., «Недра», 2008 (совместно с Е. В. Гливенко)